# Dzebobo
Der Dzebobo (auch: Djebobo) ist ein etwa 825 Meter hoher Berg im westafrikanischen Ghana, dessen Höhe regelmäßig (inkorrekt) mit 876 Metern angegeben wird.

## Geographie
Der Berg ist Teil des Togo-Atakora-Gebirges und befindet sich in der Oti Region etwa zehn Kilometer westlich der Staatsgrenze zu Togo. Er liegt inmitten des Kyabobo-Nationalparks.